# وكالة بارنيت وشركاؤه
وكالة بارنيت وشركاؤه، بالفرنسية (L'Agence Barnett et Cie)، هي مجموعة قصصية تضم 8 قصص قصيرة ة من تأليف موريس لوبلان وظهرت فيها شخصية أرسين لوبين، نشرت لأول مرة مجزأة في مجلة (Lectures pour tous) بين نوفمبر/ تشرين الثاني 1927 ويناير/ كانون الأول 1928. تم نشر المجموعة الكاملة بواسطة دار النشر بيير لافيت في فبراير 1928.
حدد موريس لوبلان أحداث هذه القصص بأنها تدور "قليلاً قبل الحرب"، فيما تجري أحداث العمل التالي مباشرة، "المسكن الغامض"، في عام 1907.

## ملخص المجموعة
في قلب باريس، تُعلِّق "وكالة بارنيت للتحقيقات" لافتة ساخرة تُعلن فيها تقديم "التحقيقات مجانًا". يدير الوكالة جيم بارنيت، محقق خاص يمتلك ذكاءً فذًا ومهارات استثنائية. لكن الحقيقة المخفية وراء هذا المحقق هي أنه ليس سوى أرسين لوبين، العبقري الشهير في التنكر والاحتيال، رغم أن النصوص لا تصرح بذلك بوضوح.
وعلى الرغم من وعده بالتحقيقات المجانية، لا يتردد بارنيت في استغلال المواقف لتحقيق مكاسب شخصية من الأطراف المعنية. يعمل بجانبه المفتش ثيودور بيشو، أحد المقربين من المفتش غانيمارد، العدو اللدود للوبين. يجد بيشو نفسه مضطراً إلى التعاون مع بارنيت لحل القضايا الغامضة، لكنه لا يغفل عن طبيعته المراوغة.
سرعان ما يشك بيشو في مصداقية بارنيت، ليكتشف أنه في الحقيقة أرسين لوبين. ومع ذلك، فإن محاولة القبض عليه ليست بالمهمة السهلة، فقد فشل فيها العديد من قبله، ليبقى لوبين متصدراً المشهد بعبقريته وخططه التي تتحدى التوقعات.

## محتوى المجموعة
في البداية، كان موريس لوبلان يخطط لنشر مجموعة من مغامرات جيم بارنيت التي تضم حوالي عشرة قصص قصيرة. ومع ذلك، عند صدور المجموعة "وكالة بارنيت وشركاه"، لم تشمل سوى القصص الثمانية التالية:
| التسلسل | العنوان باللغة العربية                 | العنوان باللغة الفرنسية             | تاريخ النشر                                         |
| ------- | -------------------------------------- | ----------------------------------- | --------------------------------------------------- |
| 1       | القطرات التي تتساقط                    | Les Gouttes qui tombent             | تم نشرها في مجلة Lectures pour tous في أكتوبر 1927. |
| 2       | رسالة حب الملك جورج                    | La Lettre d'amour du roi George     | قصة غير منشورة.                                     |
| 3       | حفلة القمار                            | La Partie de baccara                | قصة غير منشورة.                                     |
| 4       | الرجل ذو الأسنان الذهبية               | L'Homme aux dents d'or              | قصة غير منشورة.                                     |
| 5       | الاسهم الاثنا عشر الأفريقية لبشو       | Les Douze Africaines de Béchoux     | تم نشرها في مجلة Lectures pour tous في نوفمبر 1927. |
| 6       | الصدفة تصنع المعجزات                   | Le hasard fait des miracles         | تم نشرها في مجلة Lectures pour tous في يناير 1928.  |
| 7       | القفازات البيضاء... الجوارب البيضاء... | Gants blancs... guêtres blanches... | قصة غير منشورة.                                     |
| 8       | بيشو يلقي القبض على جيم بارنيت         | Béchoux arrête Jim Barnett          | قصة غير منشورة.                                     |

### القصة القصيرة (الزمردة- Le Cabochon d'émeraude)
في 15 نوفمبر 1930، صدرت قصة مرتبطة بـ"وكالة بارنيت"، بعنوان "الزمردة - Le Cabochon d'émeraude"، كعمل مستقل في حولية (Les Annales politiques et littéraires). تُقدّم هذه القصة شخصية الأميرة أولغا التي تظهر مرة أخرى في "المرأة ذات الابتسامتين"، حيث كانت ملكة لدولة خيالية. في هذه القصة، استخدم لوبين الاسم المستعار الذي سيعود إليه لاحقًا في رواية المسكن الغامض. من الجدير بالذكر أن الطبعات الحديثة من مجموعة "وكالة بارنيت وشركاه" تضيف أحيانًا القصة  "الزمردة " كملحق إلى السلسلة الأصلية التي تضم ثماني قصص.

### القصة القصيرة (الجسر الذي انهار-Le Pont qui s'effondre-The Bridge that broke)
صدرت النسخة الأمريكية لهذه المجموعة (وكالة بارنيت) في 1929 تحت عنوان Arsène Lupin Intervenes، وضمّت هذه المجموعة قصة جديدة غير منشورة تحت عنوان The Bridge that Broke. تمت ترجمة هذه القصة إلى اللغة الفرنسية للمرة الأولى في مجلة 813 العدد 94 في أكتوبر 2005 تحت عنوان Le Pont brisé. ثم صدرت في المكتبات من خلال إصدارات مانوكيوس في 2017 بعنوان Le Pont qui s'effondre. كما تم نشر ترجمات أخرى في مجلة L'Aiguille Preuve. النسخة الأصلية باللغة الفرنسية التي كتبها موريس لوبلان بنفسه لم يتم اكتشافها.

## الترجمة العربية
- وكالة بارنيت للتحريات، دار النجمة للنشر والتوزيع، ٢٠٢٤.
- ترجم القصص الستة الأولى ونشرت تحت عنوان سر عقد اللؤلؤ، مكتبة معروف.[1]

- أرسين لوبين بوليس سري - دار ميوزيك للنشر. (أربع قصص فقط)[2]

## روابط خارجية
- نص الروايات القصيرة كاملا على ويكي مصدر.
- المجموعة على شكل كتاب مسموع.